# Achigvara
Achigvara (en georgiano: აჩიგვარა; en abjasio: Аҽгәара, romanizado: Achguara) es un pueblo que pertenece a la parcialmente reconocida República de Abjasia, dentro del distrito de Ochamchira, aunque de iure es parte del municipio de Gali de la República Autónoma de Abjasia de Georgia.

## Geografía
Achigvara está situada en la costa del Mar Negro, a 13 km al este de Ochamchire y a 9 km de Gali. El pueblo es atravesado por el río Okumi, y también es una zona de lagos y pantanos.
Limita con Reka, Pokveshi y Ilori al norte; Bedia, Tsarche y Mujuri dentro del distrito de Tkvarcheli, en el noreste y este; y en el sur está Shesheleti, y los pueblos del distrito de Gali Meore Gudava y Repo-Eceri. Las aldeas de Anaria, Bulishjinyi, Gudava, Ojurei, Pirveli Gudava y Togoni están bajo la administración del pueblo.

## Historia
En esta zona está documentada la existencia de una antigua fortificación fronteriza romana del siglo II a. C., que formaba parte del limes oriental. En ese momento, el río Okumi recibió su nombre de las fuentes romanas Gudaqua (del latín: guttus - cántaro; o gutta - gota; aqua - agua). Antes de su creación, las autoridades romanas utilizaron esta colonia para expulsar a los primeros cristianos y tras la creación de Lázica, esta colonia llamada Ziganis-Gudava pasó a formar parte del mismo, pero la influencia del Imperio bizantino se mantuvo.
La tierra en la margen izquierda del río Okumi pertenecía entonces a la región georgiana de Samurzakán y en la margen derecha a la región histórica de Abjasia. Después del establecimiento de la Unión Soviética, la aldea formó parte de la RASS de Abjasia dentro del distrito de Gali. En este periodo casi toda la población era de nacionalidad georgiana. Durante la era de Stalin, un gran número de esvanos que habían sido expulsados de Karacháyevo fueron reubicados en el distrito de Ochamchire. Desde ese momento, las plantaciones de té estaban operando en Achigvara y sus alrededores, dando trabajo a la mayoría de aldeanos.
Durante la guerra de Abjasia en 1992-1993, la aldea estuvo controlada por las tropas del gobierno georgiano y, después de los combates, la población quedó bajo el dominio separatista de Abjasia.  Al final de esta guerra, la gran mayoría de la población huyó de Abjasia y sólo unos pocos se quedaron (y luego solamente una pequeña cantidad regresó). Hasta 1994 Achigvara pertenecía al distrito de Gali, pero en ese año fue incorporada al distrito de Ochamchire.
El 12 de mayo de 2008, la República de Abjasia afirmó haber derribado un UAV georgiano Hermes 450 sobre la aldea, aunque Georgia negó las afirmaciones.

## Demografía
La evolución demográfica de Achigvara entre 1926 y 2011 fue la siguiente:
| 805                                                 | 4505 | 4874 | 1032 |
| (Fuente: Population of Abkhazia since Soviet times) |      |      |      |

La población ha disminuido enormemente tras la guerra de Abjasia pero su composición no ha variado, siendo inmensamente mayoritarios los georgianos étnicos (incluidos mingrelianos).
|              | 2011      | 2011       |
| Grupo étnico | Población | Porcentaje |
| ------------ | --------- | ---------- |
| Georgianos   | 858       | 83,1%      |
| Abjasios     | 74        | 7,2%       |
| Rusos        | 39        | 3,8%       |
| Ucranianos   | 13        | 1,3%       |
| Armenios     | 22        | 2,1%       |
| Griegos      | 1         | 0,1%       |
| Total        | 1032      | 100%       |

## Infraestructura

### Transporte
La carretera que conecta Sujumi con Georgia atraviesa el pueblo y también tiene una estación de tren.